# Сэндрич, Марк
Марк Сэндрич (англ. Mark Sandrich, настоящее имя Марк Рекс Гольдштейн (англ. Mark Rex Goldstein); 26 октября 1900 — 4 марта 1945) — американский кинорежиссёр, сценарист и продюсер.

## Биография
Марк Рекс Голдштейн родился в Нью-Йорке, в еврейской семье. Учился на инженерном факультете Колумбийского университете. В кинематограф попал случайно. Будучи в гостях у друзей на съемочной площадке, он увидел, что режиссёр фильма никак не может снять сцену, Сэндрич предложил свою помощь, и всё получилось. Он поступил в отдел реквизита, а затем стал режиссёром, сняв в 1927 году несколько короткометражных комедий. В 1928 году он снял свой первый полнометражный фильм, однако с внедрением звука вновь вернулся к короткому метру. В 1933 году он снял короткометражку So This Is Harris!, которая была награждена «Оскаром». Позже Сэндрич вернулся к полнометражным фильмам, преуспев в жанре комедии, и выпустив ленту с Бертом Уилером и Вулси Роберт Hips, Hips, Hooray! В 1934 году режиссёр впервые работал со звёздной парой Фред Астер — Джинджер Роджерс над музыкальным фильмом «Весёлая разведённая», успешно прошедшим в прокате.
В следующем году, он снял «Цилиндр», следующий мюзикл с Фредом Астером и Джинджер Роджерс. Он продолжил работать с парой в фильмах «Следуя за флотом» (1936), «Потанцуем?» (1937) и «Беззаботная» (1938). В 1940 году Сендрич перешёл из RKO Pictures в Paramount, где ему представилась возможность стать не только режиссёром, но продюсером. Он снял ещё несколько успешных фильмов в этом качестве, в том числе два с Джеком Бенни: «Бак Бенни снова в седле» и «Возлюби ближнего» (обе 1940), — а также романтическую комедию «Жаворонок» (1941) с Клодетт Кольбер и Рэем Милландом в главных ролях. Хотя все эти фильмы имели успех, наиболее запоминающейся работой Марка Сэндрича стал фильм «Праздничная гостиница» (1942). В главных ролях в нём снимались Фред Астер и Бинг Кросби, музыку написал Ирвинг Берлин, а в кадре впервые прозвучала песня «White Christmas» в исполнении Кросби. Этот сингл до настоящего времени считается самым продаваемым в истории. Следующим фильмом стал спродюсированный Сэндричем «Сквозь горе, тоску и утраты». Он был чрезвычайно популярным и коммерчески успешным, в нём впервые выступила пара Адриан Бут и Джордж Ривз — Сэндрич намеревался после войны превратить их в настоящих звёзд.
В 1945 году, во время подготовки к съёмкам продолжения «Праздничной гостиницы» под называнием «Голубые небеса» с Бингом Кросби в главной роли и Ирвингом Берлином в качестве композитора, Марк Сэндрич скоропостижно скончался от сердечного приступа. К этому моменту он был президентом Гильдии режиссёров и являлся одним из самых востребованных и влиятельных режиссёров Голливуда, уважаемым коллегами и руководством киностудии. Сэндрич был похоронен на кладбище Хоум-оф-Пис.

## Семья
- Сестра Рут Гэрриэт Луиз — профессиональный фотограф, первая женщина-фотограф в Голливуде.
- Сыновья Марк Сэндрич-младший и Джей Сэндрич — режиссёры.